# Múscul abductor del dit gros del peu
El múscul abductor del dit gros del peu (musculus abductor hallucis), és un múscul que està situat a la planta del peu. S'insereix en la tuberositat del calcani i forma un ventre muscular que recorre la vora interna del peu i acaba en un tendó que s'insereix a la base de la primera falange del dit gros, concretament en l'os sesamoide medial.
La seva acció produeix l'abducció (separació) del dit gros del peu i contribueix a l'estabilitat de la volta plantar. La seva funció és antagònica amb la del múscul adductor del dit gros del peu.
Està innervat pel nervi plantar medial, una branca del nervi tibial.

## Galeria d'imatges

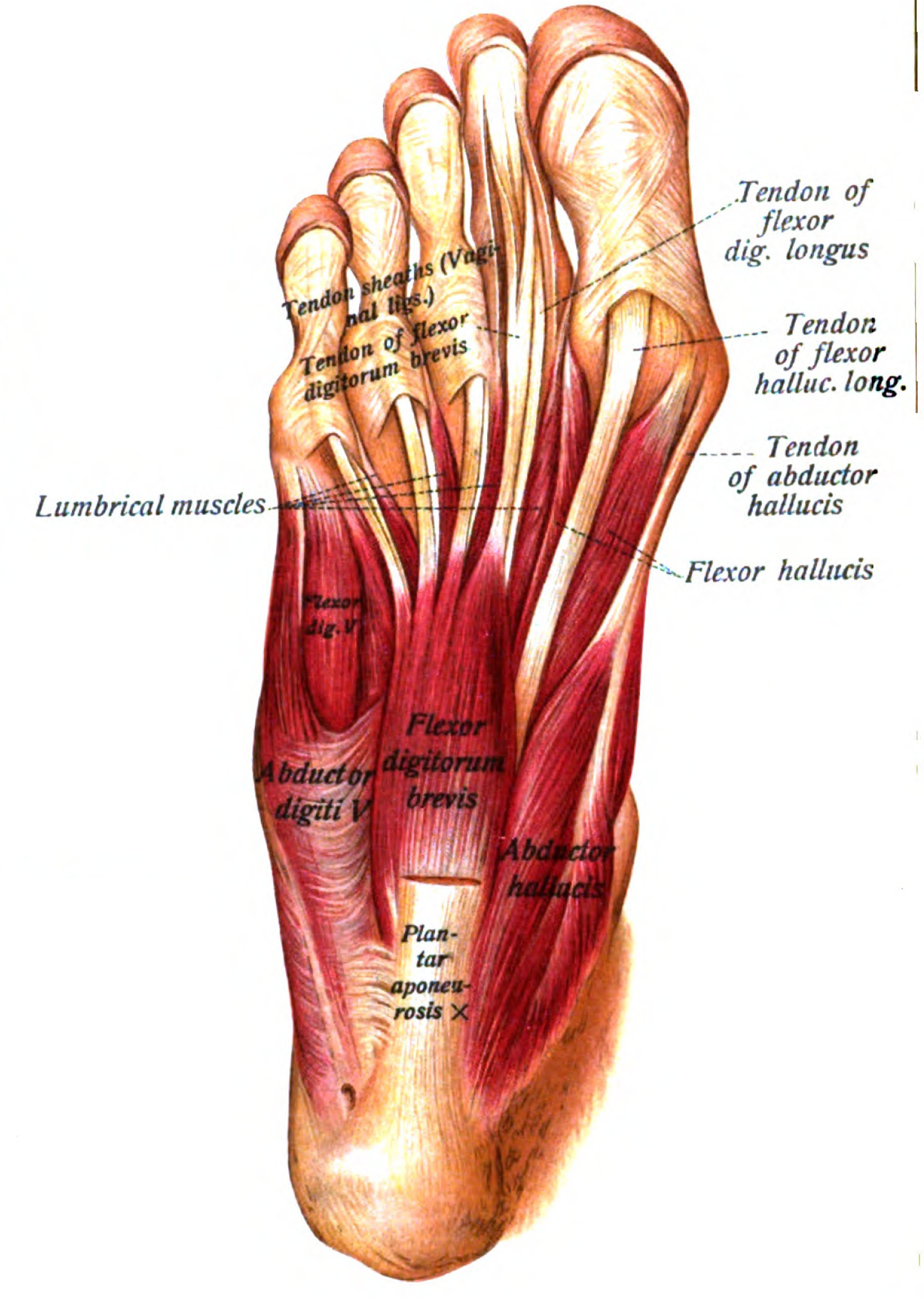
La primera capa de músculs de la planta del peu. El Múscul abductor del dit gros visible a baix a la dreta.
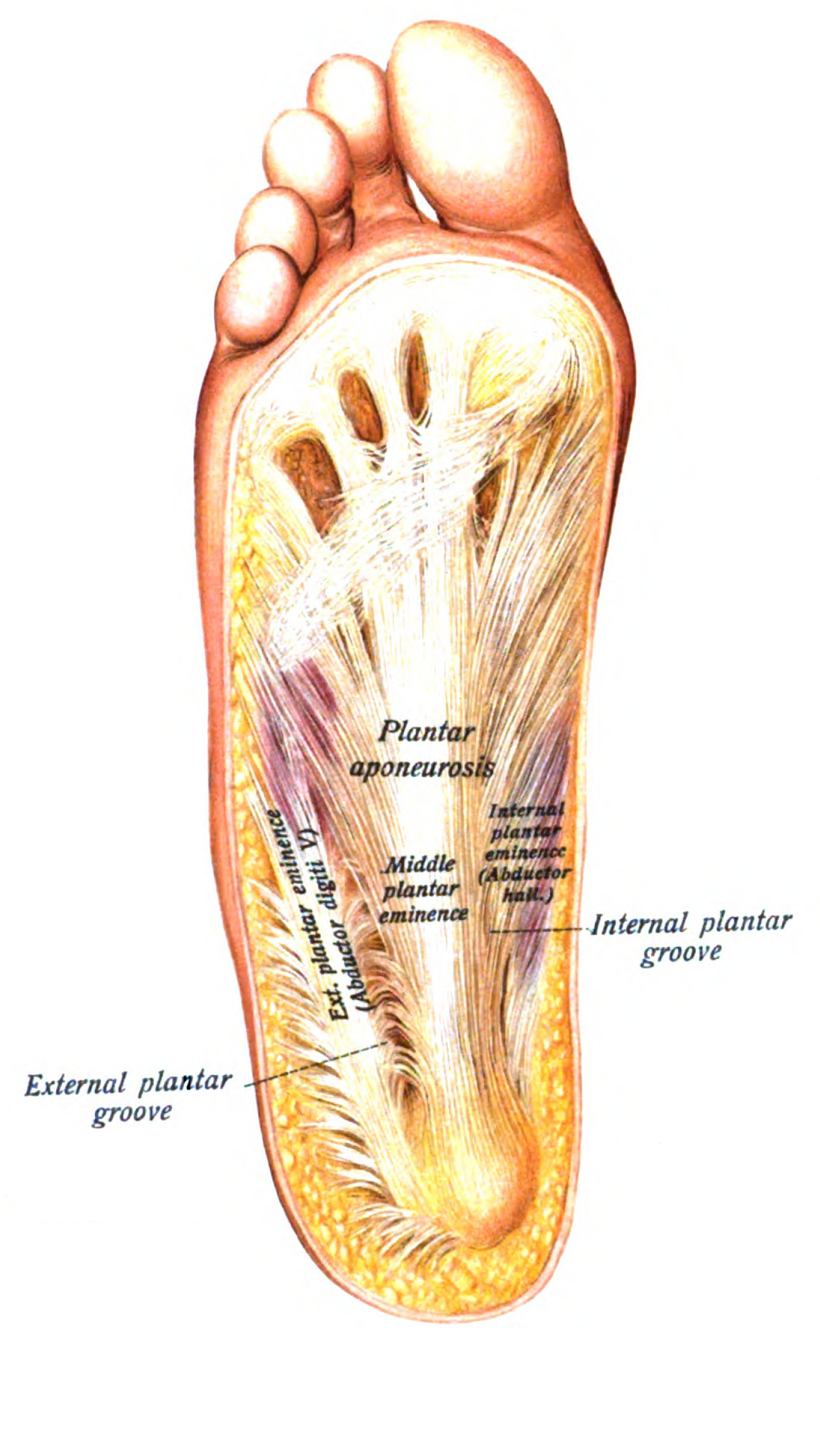
Dissecció superficial de la planta del peu, que mostra l'eminència medial formada per l'abductor del dit gros del peu.
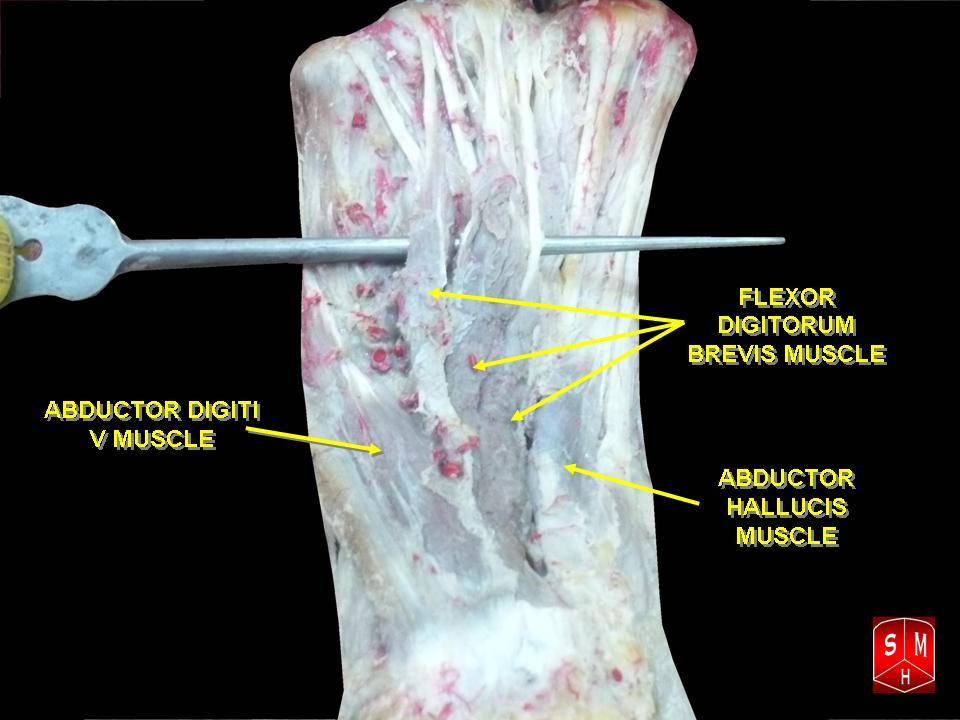
Múscul abductor del dit gros del peu
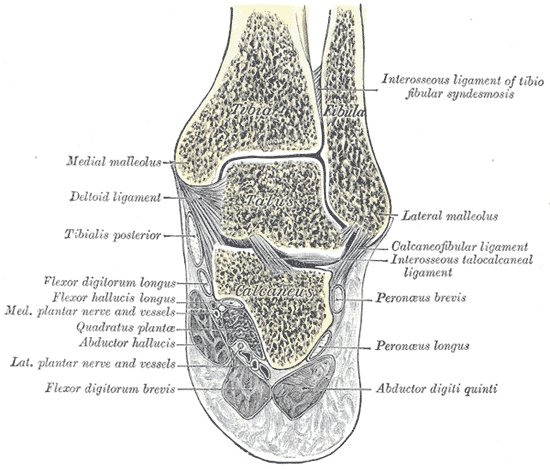
Tall coronal a través de les articulacions talocrural i talocalcaneal dreta.